# Volkszählung in Sierra Leone
Eine Volkszählung in Sierra Leone findet in dem westafrikanischen Staat gemäß Empfehlung des Präsidenten statt; dies geschieht in aller Regel internationalen Gepflogenheiten nach alle zehn Jahre. Die Volkszählungen in Sierra Leone werden von der staatlichen Agentur Statistics Sierra Leone basierend auf dem "The Census Act, 2002" durchgeführt. Die letzte Volkszählung fand im Dezember 2015 statt.

## Ergebnisse
Quelle: 
| Provinz/Gebiet | Einwohner (1985)                                  | Veränderung 1985–2004                             | Einwohner (2004)                                  | Veränderung 2004–2015                             | Einwohner (2015)                                  | Einwohner (2021) (Zwischenzählung) 1 |
| -------------- | ------------------------------------------------- | ------------------------------------------------- | ------------------------------------------------- | ------------------------------------------------- | ------------------------------------------------- | ------------------------------------ |
| Eastern        | 0960.547                                          | 230.992 (24,05 %) ▲                               | 1.191.539                                         | 449.473 (37,72 %) ▲                               | 1.641.012                                         | 1.943.610 ▲                          |
| Northern       | 1.259.621                                         | 485.932 (38,53 %) ▲                               | 1.745.553                                         | 757.252 (43,48 %) ▲                               | 2.502.805                                         | 1.316.831                            |
| North West     | erst 2017 aus der Provinz Northern herausgetrennt | erst 2017 aus der Provinz Northern herausgetrennt | erst 2017 aus der Provinz Northern herausgetrennt | erst 2017 aus der Provinz Northern herausgetrennt | erst 2017 aus der Provinz Northern herausgetrennt | 1.186.323                            |
| Southern       | 0741.377                                          | 351.280 (47,38 %) ▲                               | 1.092.657                                         | 345.915 (31,66 %) ▲                               | 1.438.572                                         | 1.830.881 ▲                          |
| Western Area   | 0554.243                                          | 392.869 (70,88 %) ▲                               | 0947.112 (57,55 %) ▲                              | 546.140                                           | 1.493.252                                         | 1.271.330 ▼                          |
| Sierra Leone   | 3.515.812                                         | 1.461.060 (41,56 %) ▲                             | 4.976.872                                         | 2.098.769 (42,17 %) ▲                             | 7.075.641                                         | 7.548.702 ▲                          |